# Литвиненко Олександр Андрійович
Олександр Андрійович Литвине́нко (нар. 8 листопада 1947, Алмати) — український баяніст; заслужений артист України з 1994 року. Чоловік співачки Анни Литвиненко.

## Життєпис
Народився 8 листопада 1947 року в місті Алмати (нині Казахстан). 1967 року закінчив Київське обласне культурно-освітнє училище, де навчався у С. Титова; 1972 року — Державний інститут мистецтв імені Гавриїла Музическу, де навчався у класі баяна В. Загуменова та класі диригування М. Кафтаната. Викладав диригування у Кишинівському музичному училищі.
У 1974 році — концертмейстер хорової студії, протягом 1974—2012 років — соліст оркестру Українського народного хору імені Григорія Верьовки. У збірці «Співає український народний хор імені Григорія Верьовки» (Київ, 2005) створив баянний супровід до деяких українських народних пісень. У складі колективу гастролював у країнах Співдружності Незалежних Держав, у Канаді, Сполучених Штатах Америки, Кореї, Японії.